# Arcoppia longisetosa
Arcoppia longisetosa är en kvalsterart som beskrevs av Balogh 1982. Arcoppia longisetosa ingår i släktet Arcoppia och familjen Oppiidae. Inga underarter finns listade i Catalogue of Life.